# The Birthday Concert
A Birthday Concert Jaco Pastorius koncertalbumainak egyike. A borítón csak Pastorius nevét tüntették fel, ezért a szólóalbumnak is minősíthető. A floridai Fort Lauderdale-ben, 1981. december 1-jén, Pastorius harmincadik születésnapján rögzítették. A koncerten a Peter Graves Orchestra big band vett részt. A felvételt a Warner Bros. Records 1995. szeptember 26-án adta ki. További kiadásai 2003-ban, 2005-ben és 2007-ben The 30th Birthday Concert címmel jelentek meg.
A kritikák általában a Pastorius halála után kiadott koncertfelvételeket gyengének minősítik. Ez alól a Birthday Concert az egyik kivétel. Ez több okra vezethető vissza. A játszott anyag még friss volt, mindenki élvezettel játszotta. Köztük Jaco is, akinek hangulatát külön emelte a születésnapja. Külön említést érdemel, hogy a fő szólóhangszeres, Michael Brecker tenorszaxofonos „fúj, mint a bolond”. A szaxofon és a basszusgitár összjátéka egészen különleges élményt nyújt. A big band általában háttérben marad, és az alapot egy nagyon erős kvintett hozza, amelyet Pastorius és Brecker mellett Peter Erskine dobos, Don Alias kongás és Bob Mintzer szaxofonos-klarinétos alkotnak. Ez a felállás a Word of Mouth albumon játszó zenekar ritmusszekciójával azonos.
A nyitó szám egy húzós ütemű, pattogós soul, amelyben virtuóz, improvizatív szólóbetétek hallhatók a kvintett minden tagjától. Brecker teljesítménye kiemelkedő. Az album másik magas pontja a „Punk Jazz”, amelyet eredetileg a Weather Report játszott. Joe Zawinul és Wayne Shorter azonban nem engedett teret olyan egyénieskedésnek, amilyen itt elhangzott, így ez különlegessé teszi ezt a számot is.

## Számlista
1. „Soul Intro / The Chicken” – 08’01’’
2. „Continuum” – 02’34’’
3. „Invitation” – 17’42’’
4. „Three Views of a Secret” – 05’56’’
5. „Liberty City” – 08’12’’
6. „Punk Jazz” – 04’35’’
7. „Happy Birthday” – 01’48’’
8. „Reza” – 10’36’’
9. „Domingo” – 05’39’’
10. „Band Intros” – 02’38’’
11. „Amerika” – 01’43’’

## Közreműködők
Peter Graves Orchestra:
- Jaco Pastorius – basszusgitár
- Don Alias – kongák
- Dave Bargeron – harsona, tuba
- Dan Bonsanti – szaxofon, fafúvósok
- Michael Brecker – tenorszaxofon
- Randy Emerick – baritonszaxofon
- Peter Erskine – dobok
- Kenneth Faulk – trombita
- Russ Freeland – harsona
- Peter Gordon – franciakürt
- Peter Graves – basszustrombita
- Mike Katz – harsona
- Gary Lindsay – szaxofon, fafúvósok
- Bob Mintzer – basszusklarinét, szopránszaxofon, tenorszaxofon
- Othello Molineaux – dobok
- Brett Murphey – trombita
- Brian O'Flaherty – trombita
- Jerry Peel – franciakürt
- Oscar Salas – ritmushangszerek

## Külső hivatkozások
- Amazon
- Jazzbonotes
- Allmusic